# Стародубов, Владимир Иванович
Владимир Иванович Стародубов (род. 17 мая 1950, Красный Октябрь, Курганская область) — российский государственный деятель, ученый-медик и организатор здравоохранения, заслуженный врач Российской Федерации (1999), академик РАМН (2004), академик РАН (2013). Доктор медицинских наук, профессор.
Министр здравоохранения Российской Федерации (1998—1999), директор Центрального научно-исследовательского института организации и информатизации здравоохранения (1999—2004, 2008—2020), вице-президент Российской академии наук (2015—2017), академик-секретарь Отделения медицинских наук РАН (с 2017).

## Биография
Владимир Иванович Стародубов родился 17 мая 1950 года в посёлке городского типа Красный Октябрь Краснооктябрьского поссовета Юргамышского района Курганской области, ныне рабочий посёлок Красный Октябрь входит в Каргапольский муниципальный округ Курганской области.
В 1967 году окончил среднюю школу № 53 станции Кособродск Южно-Уральской железной дороги.
В 1973 году окончил Свердловский медицинский институт по специальности «лечебно-профилактическое дело», после чего работал врачом-хирургом, заведующим операционным блоком городской больницы № 2, г. Нижний Тагил.
В 1977—1980 годах — ассистент кафедры хирургии Свердловского медицинского института.
В 1980—1981 годах — главный врач городской клинической больницы № 27 Свердловска.
С 1981 по 1987 год — инструктор отдела науки и учебных заведений Свердловского обкома КПСС.
С 1987 по 1989 год — заместитель, затем первый заместитель заведующего Главным управлением здравоохранения Исполкома Свердловского областного Совета народных депутатов.
В 1989 году назначен начальником Главного управления лечебно-профилактической помощи Министерства здравоохранения РСФСР. С 1990 года — заместитель Министра здравоохранения РСФСР.
Одновременно с 1994 года заведовал кафедрой социальной гигиены и экономики, затем кафедрой экономики, управления здравоохранением и медицинского страхования Российского государственного медицинского университета.
С 30 сентября 1998 по 12 мая 1999 года — Министр здравоохранения Российской Федерации.
В 1990-х годах входил в состав ряда комиссий и советов:
- при Президенте Российской Федерации:
  - Совета по социальной политике;
  - Совета по делам инвалидов;
- при Правительстве Российской Федерации:
  - санитарно-противоэпидемической комиссии (председатель);
  - комиссии по социальным вопросам военнослужащих, граждан, уволенных с военной службы, и членов их семей;
  - межведомственной комиссии по координации деятельности в сфере реабилитации инвалидов (заместитель председателя);
  - комиссии по охране здоровья граждан (заместитель председателя);
  - комиссии по научно-инновационной политике;
- межведомственных комиссий Совета безопасности Российской Федерации:
  - по охране здоровья населения;
  - по проблемам развития Чеченской Республики и нормализации обстановки в Северо-Кавказском регионе.

С декабря 1998 по октябрь 1999 года был представителем Российской Федерации в Исполкоме ВОЗ.
С 6 августа 1999 года возглавил вновь созданный Центральный НИИ организации и информатизации здравоохранения (ЦНИИОИЗ) Минздрава России.
В августе 1999 года был включён в федеральный список кандидатов в Государственную Думу Федерального Собрания Российской Федерации избирательного блока «Отечество — Вся Россия» (3-й номер в Томско-Омской региональной группе), но по результатам выборов 19 декабря 1999 года депутатом не стал.
С 12 марта 2004 по 25 марта 2008 года — заместитель (с 12 марта по 14 апреля 2004 года — первый заместитель) Министра здравоохранения и социального развития Российской Федерации.
В период 2004—2008 годах состоял в Правительственных комиссиях и советах:
- по вопросам ВТО и взаимодействия Российской Федерации с Организацией экономического сотрудничества и развития;
- по предупреждению и ликвидации чрезвычайных ситуаций и обеспечению пожарной безопасности;
- по делам несовершеннолетних и защите их прав (заместитель председателя);
- по техническому регулированию;
- по нанотехнологиям.

В 1993—1995, 1998—1999, 2004—2008 годах входил в состав Правления Федерального фонда обязательного медицинского страхования.
В 2008—2011 годах был представителем Российской Федерации в Исполкоме ВОЗ. Продолжал руководить ЦНИИ организации и информатизации здравоохранения до августа 2020 года.
В марте 2011 года избран вице-президентом Российской Академии медицинских наук, занимал должность до сентября 2017 года.
С 2017 года академик-секретарь Отделения медицинских наук Федерального государственного бюджетного учреждения «Российская академия наук».
Главный редактор научно-практических журналов «Менеджер здравоохранения» и «Врач и информационные технологии», является членом редколлегии пяти медицинских журналов.

## Научная деятельность
В 1986 году защитил кандидатскую диссертацию на тему «Хирургия поджелудочной железы».
В 1997 году защитил докторскую диссертацию на тему «Научное обоснование развития здравоохранения в условиях социально-экономических реформ».
Основные направления научных исследований:
- правовые, организационно-методические и экономические аспекты реформирования системы здравоохранения страны;
- медико-демографические процессы и показатели здоровья населения;
- мониторинг деятельности системы здравоохранения в современных социально-экономических условиях;
- модели счетов здравоохранения и аудит эффективности использования государственных ресурсов в здравоохранении;
- новые направления политики в области охраны здоровья населения (восстановительная медицина, медицинская реабилитация);
- организация медицинского страхования.

Под руководством В. И. Стародубова разрабатывались Федеральные законы «О медицинском страховании граждан в РСФСР» (1991) и «О внесении изменений и дополнений в Закон РСФСР „О медицинском страховании граждан в РСФСР“» (1993), а также создана нормативно-методическая база, обеспечивающая функционирование системы обязательного медицинского страхования.
Руководил разработкой концепции реформы управления и финансирования здравоохранения Российской Федерации в современных социально-экономических условиях.
Является членом Высшей аттестационной комиссии (ВАК) при Минобрнауки РФ, заместителем председателя секции по медико-гигиеническим специальностям экспертного совета ВАК, а также главным редактором научно-практических журналов «Вестник Российской академии медицинских наук» (с 2019), «Менеджер здравоохранения», «Врач и информационные технологии»; состоит в редколлегии журналов «Здравоохранение Российской Федерации», «Проблемы социальной гигиены, здравоохранения и истории медицины», «Экономика здравоохранения»; возглавляет диссертационный совет по защите докторских диссертаций по специальностям 14.00.33 — Общественное здоровье и здравоохранение и 05.13.01 — Системный анализ, управление и обработка информации (медицинские науки).
Автор более 200 научных работ, в том числе 12 монографий, 5 книг, 9 руководств и учебных пособий.

## Награды
- Орден «За заслуги перед Отечеством» II степени, 23 апреля 2025 года — за большие заслуги в развитии здравоохранения и медицинской науки, многолетнюю добросовестную работу[16];
- Орден «За заслуги перед Отечеством» III степени, 19 мая 2020 года — за большой вклад в развитие здравоохранения и медицинской науки, многолетнюю добросовестную работу[17];
- Орден «За заслуги перед Отечеством» IV степени, 17 июня 2011 года — за большой вклад в развитие здравоохранения, медицинской науки и многолетнюю добросовестную работу[18];
- Орден Почёта, 23 декабря 2005 года — за большой вклад в развитие здравоохранения, медицинской науки и многолетнюю добросовестную работу[19];
- Медаль «В память 850-летия Москвы», 1997 год;
- Медаль «За трудовую доблесть», 1989 год;
- Юбилейная медаль «За доблестный труд. В ознаменование 100-летия со дня рождения Владимира Ильича Ленина», 1971 год;
- Заслуженный врач Российской Федерации, 12 апреля 1999 года — за заслуги в области здравоохранения и многолетнюю добросовестную работу[20];
- Значок «Отличнику здравоохранения»;
- Благодарственное письмо от Президента Российской Федерации.

## Семья
Женат, супруга Людмила 1954 года рождения; две дочери.